# Maysville (Kentucky)
Maysville ist eine Stadt im Mason County im Nordosten des US-Bundesstaates Kentucky. Das U.S. Census Bureau hat bei der Volkszählung 2020 eine Einwohnerzahl von 8873 ermittelt. Die Kleinstadt ist zudem Verwaltungssitz (County Seat) des Mason County.

## Geschichte
Um 1780 als Flusshafenstadt am Zusammenfluss des Limestone Creek und des Ohio River gegründet. Zunächst als Limestone bezeichnet, wurde die Stadt schließlich 1787 nach John May, einem wohlhabenden Rechtsanwalt und dem Landbesitzer der Umgebung benannt. Das erste Postbüro eröffnete 1794. Im Laufe der Zeit wurde Maysville zu einem wichtigen Hafen und die Einrichtung einer Straßenverbindung nach Lexington half der Stadt bei ihrer wirtschaftlichen Entwicklung. Maysville besitzt einen der größten Burley Tabak-Märkte der Welt und hatte bis zum Zusammenbruch der Hanfproduktion in Kentucky als Basis der Transportsäcke auch einen der größten Umschlagplätze für diesen Rohstoff aufzuweisen.
Der Sitz des Mason Countys lag von seiner Einrichtung 1788 bis 1848 im nahegelegenen Washington, ist jedoch seitdem auf Maysville übertragen worden.

## Geographie
Die Stadt liegt bei 38° 38' 38" Nord, und 83° 46' 33" West. (38,643920, −83,775890). Sie erstreckt sich über ein Areal von 57,6 km², 51,6 km² davon sind Land- und 6,1 km² Wasserfläche. 10,52 % des Gesamtgebiets sind von Wasser bedeckt.

## Demographie

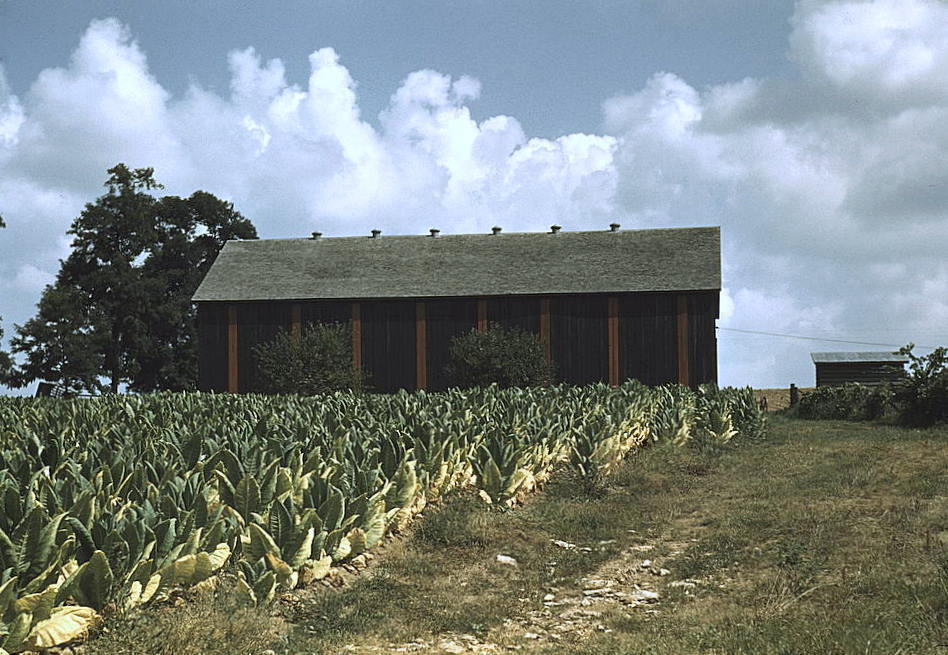
Burley-Tabakfeld, 1940

Nach der Volkszählung im Jahr 2000 lebten in Maysville 8.993 Einwohner in 3.856 Haushalten und 2.406 Familien. Die Bevölkerungsdichte beträgt 174,4 Menschen/km². Die Bevölkerung der Stadt teilt sich in 86,00 Prozent Weiße, 11,54 % sind Afroamerikaner, 0,14 % Indianer, 0,60 % Asiaten, 0,03 % stammen aus dem Pazifischen Raum und 0,50 Prozent sind anderer ethnischer Herkunft bzw. 1,18 % leiten ihre Abstammung von zwei oder mehr Ethnien ab. 0,86 Prozent der Bevölkerung sind hispanischer oder lateinamerikanischer Abstammung.
In 27,8 Prozent der Haushalte leben minderjährige Kinder bei ihren Eltern, in 45,5 % wohnen verheiratete Paare, in 14,0 % leben allein erziehende Mütter, und in 37,6 % leben keine Familien bzw. unverheiratete Paare. 33,7 % aller Haushalte werden von einer einzelnen Person geführt und in 16,7 % der Wohnungen lebt eine alleinstehende Person, die älter als 65 Jahre ist. Die durchschnittliche Größe eines Haushalts beträgt 2,25 und die durchschnittliche Familiengröße 2,85 Individuen.
Die Altersstruktur der städtischen Bevölkerung Maysvilles spaltet sich folgendermaßen auf: 22,7 % unter 18 Jahren, 8,1 % zwischen 18 und 24 Jahren, 26,6 % im Alter zwischen 25 und 44, 23,5 % zwischen 45 und 64, sowie 19,1 Prozent, die älter als 65 Jahre sind. Das durchschnittliche Alter beträgt 40 Jahre.
Auf je 100 Frauen kommen 85,9 Männer. Nimmt man das Vergleichsalter 18 Jahre oder älter an, so ergibt sich sogar ein Verhältnis von 100:80,7.
Das durchschnittliche Einkommen eines Haushaltes dieser Stadt beträgt 27.813 US-Dollar, das mittlere Einkommen einer Familie 37.684 $. Männer verfügen über ein Einkommen von 31.975 gegenüber 20.775 $ bei Frauen. Das Pro-Kopf-Einkommen innerhalb der Stadt beträgt 16.836 Dollar. 18,9 Prozent der Bevölkerung und 14,4 % der Familien leben unterhalb der Armutsgrenze. In Bezug auf die Gesamtbevölkerung Maysvilles leben 27,1 % der unter 18-Jährigen und 16,2 % der über 65-Jährigen in Armut.

## Sehenswürdigkeiten
- "Underground Railroad" (Self Guided Driving Tour of Mason County's Historic Underground Railroad)
- Maysville Floodwall Mural Project
- Mefford's Fort in Old Washington
- Anlegepunkt der "Mississippi Queen"  im Rahmen der Riverboat-Tour
- Haltepunkt des "Great Race", einer historischen Oldtimer-Rallye (Juni) (Im Juni 2005 als gastfreundlichster Haltepunkt ausgezeichnet.)

## Kultur
- Maysville Community College, Mason County Area Technology Center, Academy of Cosmetology und weitere 6 Schulen für rund 3500 Schüler.
- Das jährlich veranstaltete Rosemary Clooney Concert (seit 1998)
- Öffentliche Bibliothek mit rund 37.000 Büchern, sowie mehreren Tausend Audio- und Video-Dokumenten

## Söhne und Töchter der Stadt
- Rosemary Clooney (1928–2002), Sängerin und Schauspielerin
- Chuck Connors (1930–1994), Jazzposaunist
- Heather French, Miss America 2000
- Tina Rigdon (* 1978), Fitness-Model und Fitness-Trainerin
- Augustus Willson (1846–1931), Politiker und 36. Gouverneur von Kentucky
- Aaron Chancellor Miller (* 1993), Filmschauspieler
- Alison Lundergan Grimes (* 1978), Politikerin